# Entomocorus radiosus
Entomocorus radiosus är en fiskart som beskrevs av Roberto Esser dos Reis och Borges 2006. Entomocorus radiosus ingår i släktet Entomocorus och familjen Auchenipteridae. Inga underarter finns listade i Catalogue of Life.